# Persone di nome Adrián
| Questa pagina contiene informazioni ricavate automaticamente dalle voci biografiche con l'ausilio del template Bio e di un bot. L'aggiornamento è periodico e automatico e ricostruisce completamente la pagina. Se manca una persona in questa lista, sei pregato di non aggiungerla, ma accertati piuttosto che la sua voce biografica contenga il template Bio e che i dati anagrafici siano correttamente compilati. Se il template Bio manca, inseriscilo tu stesso o, in alternativa, metti l'avviso {{tmp\|Bio}} che ne segnala la mancanza. Se i dati riportati sono sbagliati, correggi direttamente la voce biografica; le modifiche saranno visibili in questa lista entro pochi giorni. Per chiarimenti vedi il progetto antroponimi. La lista contiene solo le 113 persone che sono citate nell'enciclopedia e per le quali è stato implementato correttamente il template Bio. Pagina aggiornata al 16 ott 2024. |

Questa è una lista di persone presenti nell'enciclopedia che hanno il prenome Adrián, suddivise per attività principale.

## Allenatori di calcio(5)
- Adrián Gabbarini, allenatore di calcio e ex calciatore argentino (Guaymallén, n. 1985)
- Adrián González Morales, allenatore di calcio e ex calciatore spagnolo (Madrid, n. 1988)
- Adrián Guľa, allenatore di calcio e ex calciatore slovacco (Nováky, n. 1975)
- Adrián Martínez, allenatore di calcio e ex calciatore messicano (Città del Messico, n. 1970)
- Adrián Ricchiuti, allenatore di calcio, dirigente sportivo e ex calciatore argentino (Lanús, n. 1978)

## Allenatori di pallacanestro(1)
- Adrián Capelli, allenatore di pallacanestro argentino (Buenos Aires, n. 1969)

## Arbitri di calcio(1)
- Adrián Cordero Vega, arbitro di calcio spagnolo (Santander, n. 1984)

## Astisti(1)
- Adrián Vallés, astista spagnolo (Pamplona, n. 1995)

## Astronomi(1)
- Adrián Galád, astronomo slovacco (n. 1970)

## Attori(8)
- Adrián Alonso, attore messicano (Città del Messico, n. 1994)
- Adrián Expósito, attore e modello spagnolo (San Lorenzo de El Escorial, n. 1989)
- Adrián Lamana, attore spagnolo (Madrid, n. 1990)
- Adrián Lastra, attore spagnolo (Madrid, n. 1984)
- Adrián Navarro, attore argentino (Buenos Aires, n. 1969)
- Adrián Pedraja, attore e modello spagnolo (Malaga, n. 1989)
- Adrián Rodríguez, attore e cantante spagnolo (Cornellà de Llobregat, n. 1988)
- Adrián Suar, attore argentino (New York, n. 1968)

## Canottieri(1)
- Adrián Juhász, canottiere ungherese (n. 1989)

## Cestisti(4)
- Adrián Boccia, cestista argentino (Rosario, n. 1982)
- Adrián Chapela, cestista spagnolo (Lugo, n. 1994)
- Adrián Fuentes Fidalgo, cestista spagnolo (Malaga, n. 1987)
- Adrián Laborda, ex cestista uruguaiano (Mercedes, n. 1972)

## Ciclisti su strada(1)
- Adrián Sáez, ex ciclista su strada spagnolo (Araia, n. 1986)

## Dirigenti sportivi(2)
- Adrián Campos, dirigente sportivo e pilota automobilistico spagnolo (Alzira, n. 1960 - Valencia, † 2021)
- Adrián Palomares, dirigente sportivo e ex ciclista su strada spagnolo (Carcaixent, n. 1976)

## Giocatori di baseball(2)
- Adrián Beltré, ex giocatore di baseball dominicano (Santo Domingo, n. 1979)
- Adrián González, ex giocatore di baseball statunitense (San Diego, n. 1982)

## Giocatori di beach volley(1)
- Adrián Gavira, giocatore di beach volley spagnolo (Cadice, n. 1987)

## Giocatori di calcio a 5(2)
- Adrián Martínez, ex giocatore di calcio a 5 spagnolo (Ferrol, n. 1986)
- Adrián Alonso Pereira, ex giocatore di calcio a 5 spagnolo (Vigo, n. 1988)

## Giocatori di poker(1)
- Adrián Mateos, giocatore di poker spagnolo (Madrid, n. 1994)

## Informatici(1)
- Adrian Lamo, informatico statunitense (Malden, n. 1981 - Wichita, † 2018)

## Martellisti(1)
- Adrián Annus, ex martellista ungherese (Seghedino, n. 1973)

## Mezzofondisti(1)
- Adrián Ben, mezzofondista spagnolo (Viveiro, n. 1998)

## Militari(1)
- Adrián Woll, militare e mercenario francese (Saint-Germain-en-Laye, n. 1795 - Montauban, † 1875)

## Musicisti(1)
- Adrián Terrazas González, musicista messicano (Chihuahua, n. 1975)

## Nobili(1)
- Adrián de Moxica, nobile, esploratore e navigatore spagnolo (n. 1453 - Hispaniola, † 1499)

## Pallavolisti(2)
- Adrián Goide, pallavolista cubano (L'Avana, n. 1998)
- Adrián Iglesias, pallavolista portoricano (n. 1998)

## Piloti motociclistici(4)
- Adrián Araujo, pilota motociclistico spagnolo (Barcellona, n. 1981)
- Adrián Fernández, pilota motociclistico spagnolo (Madrid, n. 2004)
- Adrián Huertas, pilota motociclistico spagnolo (Madrid, n. 2003)
- Adrián Martín, pilota motociclistico spagnolo (Valencia, n. 1992)

## Politici(2)
- Adrián Barbón, politico e avvocato spagnolo (Laviana, n. 1979)
- Adrián Vázquez Lázara, politico spagnolo (Madrid, n. 1982)

## Registi(1)
- Adrián Biniez, regista cinematografico, sceneggiatore e attore argentino (Buenos Aires, n. 1974)

## Sciatori alpini(1)
- Adrián Bíreš, ex sciatore alpino slovacco (Banská Bystrica, n. 1969)

## Taekwondoka(1)
- Adrián Vicente Yunta, taekwondoka spagnolo (Madrid, n. 1999)

## Tennisti(2)
- Adrián García, ex tennista cileno (Concepción, n. 1978)
- Adrián Menéndez Maceiras, ex tennista spagnolo (Marbella, n. 1985)

## Tuffatori(1)
- Adrián Abadía, tuffatore spagnolo (Palma di Maiorca, n. 2002)